# Resolució 1405 del Consell de Seguretat de les Nacions Unides
La Resolució 1405 del Consell de Seguretat de les Nacions Unides fou adoptada per unanimitat el 19 d'abril de 2002. Després de recordar resolucions 242 (1967), 338 (1973), 1397 (2002), 1402 (2002) i 1403 (2002), el Consell va subratllar la necessitat d'accés humanitari a la població palestina.
El Consell de Seguretat era preocupat per la situació humanitària del poble palestí, particularment en el camp de refugiats de Jenin on hi havia informes de morts i destrucció. Demanà l'aixecament de les restriccions contra les operacions d'organitzacions humanitàries com el Comitè Internacional de la Creu Roja i l'Agència de les Nacions Unides per als Refugiats de Palestina al Pròxim Orient i per a tots els interessats a assegurar la seguretat dels civils i el respecte del dret internacional humanitari.
La resolució va posar èmfasi en la urgència de l'accés humanitari i mèdic a la població civil palestina i va acollir amb satisfacció la intenció del secretari general Kofi Annan d'enviar un equip d'investigació per recopilar informació sobre els fets al camp de refugiats de Jenin durant l'Operació Escut Defensiu. La resolució no descriu la missió com una investigació exigida pels països àrabs a causa de la pressió diplomàtica dels Estats Units i d'Israel.
La missió d'investigació que Israel havia acceptat havia de ser nomenada per Kofi Annan.